# 帕塞伊克河
帕塞伊克河（英語： /pəˈseɪ.ɪk/ pə-SAY-ik）是美国新泽西州北部的一条河流，长约129公里。帕塞伊克河从其上游蜿蜒而下，流经新泽西州的沼泽、乡野与城郊，沿途汇入多条源自新泽西州北部的支流。在其下游，帕塞伊克河流经本州最为工業化和城市化的地区，包括紐華克的市中心。其下游河道在20世纪遭受了严重的工业废渣污染。2014年4月，美国国家环境保护局宣布了一项17亿美元的计划用于移除下游八英里河段内的淤积于河底的430万立方码的有毒泥浆。这被认为是美国在受污染最严重的河段所进行的规模最大的清污计划。